# Henrik Samuel Nyberg

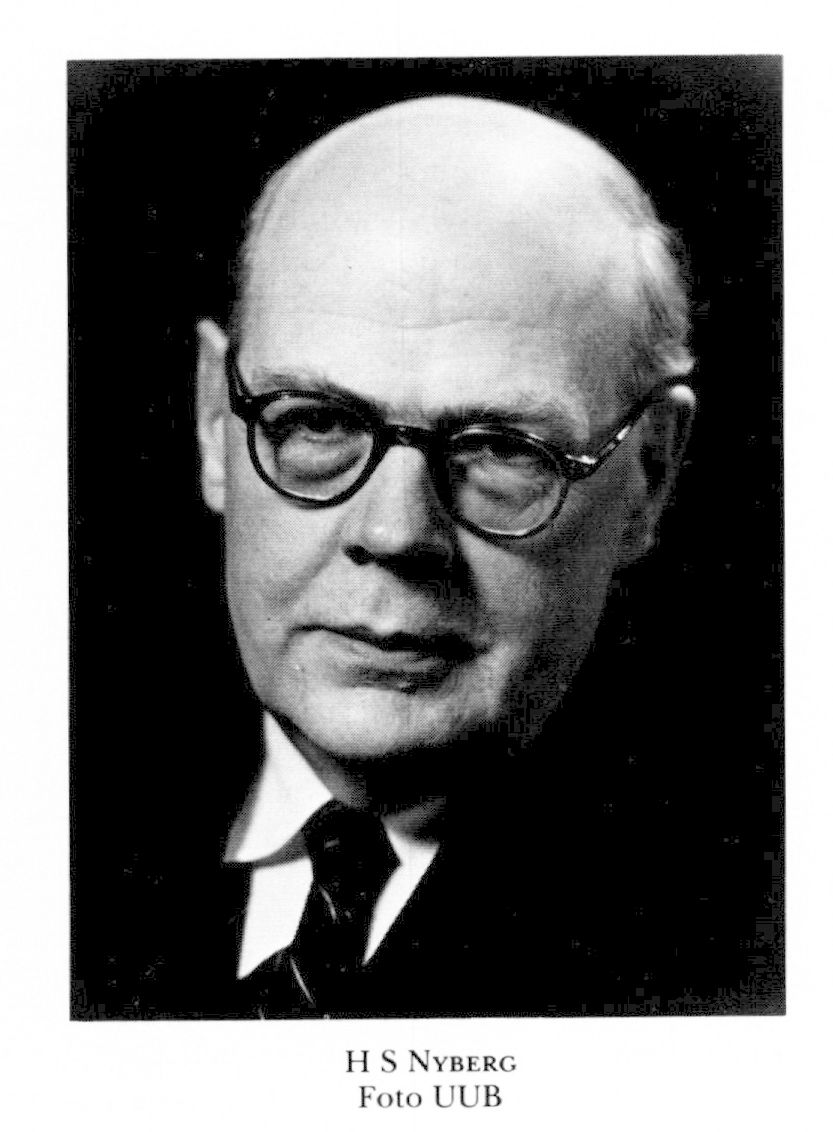
H.S. Nyberg, 1948

Henrik Samuel Nyberg (* 28. Dezember 1889 in Söderbärke; † 9. Februar 1974 in Uppsala) war ein schwedischer Orientalist, der v. a. zu Themen der Iranistik arbeitete, insbesondere zum Mittelpersischen und der vorislamischen iranischen Religion.

## Leben
Nyberg wurde 1889 als Sohn von Ida Jansson und Anders Fredrik Nyberg geboren, einem von Finanzsorgen geplagten Kleriker, der auch Nybergs erste Ausbildung bis zu dessen dreizehntem Lebensjahr übernahm. Anstatt wie sein Vater Theologie zu studieren, ging er nach Besuch einer Grammatikschule nach Uppsala und studierte an der dortigen Universität u. a. klassische und semitische Sprachen sowie Sanskrit. In Uppsala wurde Nyberg Dozent und Professor in der Semitistik, wo er 1931 den Lehrstuhl seines Lehrers Karl Vilhelm Zetterstéen übernahm. 1956 wurde er emeritiert.
Zu den Schülern Nybergs zählten Geo Widengren, Helmer Ringgren, Stig Wikander, Sven Hartman, Bo Utas und Judith Josephson. Von 1948 bis zu seinem Tod 1974 war er Mitglied der Svenska Akademien. Auch der Kungliga Vitterhets Historie och Antikvitets Akademien (seit 1935) und der Königlich Schwedischen Akademie der Wissenschaften (seit 1943) gehörte er an.

## Schriften (Auswahl)
- Hilfsbuch des Pehlevi. I. Texte und Index der Pehleviwörter. II. Glossar. 2 Bände, Uppsala 1928‒31
- Irans forntida religioner. Stockholm 1937; dt. Die Religionen des alten Iran. Leipzig 1938; Neuauflage Osnabrück 1966
- Als Herausgeber: Kleinere Schriften des ibn al-Arabi. Nach Handschriften in Upsala und Berlin zum ersten Mal hrsg. und mit Einleitung und Kommentar versehen. Leiden 1919.